# Sede titolare di Vincennes
Vincennes (in latino: Vincennopolitana) è una sede titolare della Chiesa cattolica.

## Storia
Il titolo fa riferimento alla città di Vincennes, nello stato americano dell'Indiana, che fu eretta a sede vescovile il 6 maggio 1834 con il breve Maximas inter di papa Gregorio XVI. Il 28 marzo 1898 la sede vescovile fu trasferita a Indianapolis, e la diocesi ha assunto il nome di diocesi di Indianapolis (oggi arcidiocesi).
Dal 1997 Vincennes è annoverata tra le sedi vescovili titolari della Chiesa cattolica; dal 5 novembre 1997 il vescovo titolare è Gerald Eugene Wilkerson, già vescovo ausiliare di Los Angeles.

## Cronotassi dei vescovi titolari
- Gerald Eugene Wilkerson, dal 5 novembre 1997